# 清塬镇
清塬镇，是中华人民共和国陕西省咸陽市旬邑县下辖的一个乡镇级行政单位。

## 行政区划
清塬镇下辖以下地区：
郝村、曲家弯村、马崖腰村、班村、南壕村、吕家村、陈家村、赵家村、石门村和新合村。